# 吳淑 (成化進士)
吳淑（1436年—？），字艾夫，南直隸常州府宜興縣人，官籍，明朝政治人物。

## 生平
成化四年（1468年）戊子科應天鄉試第九十三名舉人，十一年（1475年）中式乙未科會試第二百八十一名，三甲第一百四十五名進士。授蕭山縣知縣，升衢州府同知，調夔州府同知，升四川按察司僉事。

## 家族
曾祖吳公達，贈冬官正；祖父吳復，陰陽訓術；父吳蕡。